# إدوارد أغسطس ديكسون
إدوارد أغسطس ديكسون (بالإنجليزية: Edward Augustus Dickson)‏ هو سياسي أمريكي، ولد في 29 أغسطس 1879، وتوفي في 22 فبراير 1956. حزبياً، نشط في الحزب الجمهوري.